# Segunda Categoría de Pastaza
El Campeonato Provincial de la Segunda Categoría de Pastaza es un torneo oficial de fútbol de ascenso en la provincia de Pastaza. Es organizado anualmente por la Asociación de Fútbol Profesional de Pastaza (AFP), este torneo se jugó regularmente desde el 2002 hasta el 2017, en el 2018 no se jugó debido a que el torneo no tenía la mayor cantidad de participantes para poder realizarse, pero en 2019 la FEF permitió que se volviera a jugar y en el cual el mejor club (campeón) clasifica al torneo de Ascenso Nacional por el ascenso a la Serie B, además el campeón provincial clasificará a la primera fase de la Copa Ecuador.
En la historia del torneo cinco equipos han logrado ser campeón y de los cuales las escuadras de Cumandá, Deportivo Puyo y Pastaza Moto Club son los que más títulos tienen con cinco campeonatos cada uno.

## Estructura de ascenso
Anualmente varios equipos de la provincia se inscriben en la Asociación de Fútbol Profesional de Pastaza para poder participar en el torneo. Año a año difiere el sistema de campeonato en esta competición. Tras terminar el campeonato, se define al campeón provincial, quien obtiene un cupo para disputar el Campeonato Nacional de Segunda Categoría y la Copa Ecuador. El campeonato de ascenso nacional consiste en play-offs mediante sorteo desde treintaidosavos de final hasta la final. El representante de Pastaza compite frente a un club de otra provincia y clasificar a la siguiente fase. Al finalizar el torneo nacional de Segunda Categoría se designa cuales serán los clasificados a la Serie B nacional en el próximo año.

### Sistema de campeonato actual
El torneo provincial de Pastaza actualmente tiene a tres clubes que disputarán un cupo para los play-offs y la Copa Ecuador. El torneo se compone de dos etapas. La primera etapa consistirá en un formato de todos contra todos en un total de 6 fechas, la segunda etapa de igual manera será todos contra todos en 6 fechas, para definir el campeón y clasificado a fase nacional, el mejor posicionado de la tabla acumulada será acreedor a dichos premios.

## Palmarés
| Temporada | Campeón                  | Subcampeón               |
| --------- | ------------------------ | ------------------------ |
| 2002      | Cumandá (1)              | Calzamax (1)             |
| 2003      | Pastaza Moto Club (1)    | Cumandá (1)              |
| 2004      | Pastaza Moto Club (2)    | Cumandá (2)              |
| 2005      | Cumandá (2)              | Técnico Shell (1)        |
| 2006      | Pastaza Moto Club (3)    | Cumandá (3)              |
| 2007      | Pastaza Moto Club (4)    | Cumandá (4)              |
| 2008      | Pastaza Moto Club (5)    | Cumandá (5)              |
| 2009      | Deportivo Puyo (1)       | Bahía Juvenil (1)        |
| 2010      | Cooperativa Amazonas (1) | Deportivo Puyo (1)       |
| 2011      | Cumandá (3)              | Cooperativa Amazonas (1) |
| 2012      | Deportivo Puyo (2)       | Cumandá (6)              |
| 2013      | Cumandá (4)              | Deportivo Puyo (2)       |
| 2014      | Cumandá (5)              | Deportivo Sarayaku (1)   |
| 2015      | Deportivo Puyo (3)       | Deportivo Sarayaku (2)   |
| 2016      | Deportivo Puyo (4)       | Deportivo Sarayaku (3)   |
| 2017      | Deportivo Puyo (5)       | Pastaza S. C. (1)        |
| 2018      | No se disputó            | No se disputó            |
| 2019      | El Recreo (1)            | Danubio S. C. (1)        |
| 2020      | Pastaza S. C. (1)        | SRP Mera (1)             |
| 2021      | Pastaza S. C. (2)        | Danubio S. C. (2)        |
| 2022      | Danubio S. C. (1)        | La Cantera (1)           |
| 2023      | La Cantera (1)           | SRP Mera (2)             |
| 2024      | La Cantera (2)           | Puerto Valle (1)         |
| 2025      | Por definir              | Por definir              |

## Resultados
En el anexo, están en detalle la tabla de posiciones y partidos de cada torneo provincial de la Segunda Categoría de Pastaza, los campeonatos se realizaron anualmente bajo diferentes modalidades y entregó cupos para los zonales o play-offs de la Segunda Categoría de Ecuador, además del representante de la provincia en la Copa Ecuador.

## Estadísticas por equipo

### Campeonatos
| Equipo               | Títulos | Subtítulos | Temporadas campeón            | Temporadas subcampeón               |
| -------------------- | ------- | ---------- | ----------------------------- | ----------------------------------- |
| Cumandá              | 5       | 6          | 2002, 2005, 2011, 2013, 2014  | 2003, 2004, 2006, 2007, 2008, 2012. |
| Deportivo Puyo       | 5       | 2          | 2009, 2012, 2015, 2016, 2017. | 2010, 2013                          |
| Pastaza Moto Club    | 5       | 0          | 2003, 2004, 2006, 2007, 2008  |                                     |
| La Cantera           | 2       | 1          | 2023, 2024.                   | 2022.                               |
| Pastaza S. C.        | 2       | 1          | 2020, 2021.                   | 2017.                               |
| Danubio S. C.        | 1       | 2          | 2022.                         | 2019, 2021.                         |
| Cooperativa Amazonas | 1       | 1          | 2010.                         | 2011.                               |
| El Recreo            | 1       | 0          | 2019.                         |                                     |
| Deportivo Sarayaku   | 0       | 3          |                               | 2014, 2015, 2016.                   |
| SRP Mera             | 0       | 2          |                               | 2020, 2023.                         |
| Bahía Juvenil        | 0       | 1          |                               | 2009.                               |
| Calzamax             | 0       | 1          |                               | 2002.                               |
| Puerto Valle         | 0       | 1          |                               | 2024.                               |
| Técnico Shell        | 0       | 1          |                               | 2005.                               |